# Batalla de Prestonpans
La batalla de Prestonpans, también conocida como batalla de Gladsmuir, tuvo lugar el 21 de septiembre de 1745, cerca de Prestonpans, en East Lothian y constituyó el primer enfrentamiento significativo del levantamiento jacobita de 1745.
Las fuerzas jacobitas, lideradas por el Carlos Eduardo Estuardo, derrotaron a un ejército gubernamental mandado por Sir John Cope, cuyas tropas se desbandaron ante una carga Highland. La batalla acabó en menos de media hora y supuso una inyección de moral para los jacobitas.

## Contexto
La Guerra de Sucesión de Austria motivó que, a principios de 1745, la mayor parte de las fuerzas británicas estuvieran desplazadas a Flandes. Tras la victoria francesa en Fontenoy en abril de 1745, Carlos Eduardo Estuardo zarpó hacia Escocia en julio, para intentar aprovechar la situación.  Cuando desembarcó en Eriskay, en las Hébridas Exteriores, el 23 de julio, la mayoría de sus contactos le aconsejaron regresar a Francia, pero finalmente logró convencer a muchos de ellos, en particular a Donald Cameron de Lochiel, cuyos vasallos constituyeron una importante parte del ejército jacobita. La rebelión se lanzó formalmente en Glenfinnan el 19 de agosto.
Sir John Cope, comandante del gobierno en Escocia, era un militar competente que disponía de entre 3.000 y 4.000 soldados, aunque muchos con apenas experiencia. Se vio perjudicado por el escaso acierto de sus consejeros, en particular del Marqués de Tweeddale, el Secretario de Estado para Escocia, que subestimó la gravedad de la revuelta.  Una vez que se confirmó la ubicación de los rebeldes, Cope dejó su caballería y artillería en Stirling al mando de Thomas Fowke y marchó hacia el paso Corrieyairack, el principal punto de acceso entre las Highlands Occidentales y las Tierras Bajas para bloquear el paso de los jacobitas hacia el este de Escocia, pero los Highlanders ya habían ocupado la zona y se retiró a Inverness el 26 de agosto.
Los objetivos jacobitas permanecieron desconocidos hasta principios de septiembre, cuando Cope se enteró de que estaban utilizando la red de carreteras militares para avanzar hacia Edimburgo. Concluyendo que la única forma de llegar primero a la ciudad era por mar, sus tropas fueron embarcadas en Aberdeen y desembarcaron en Dunbar el 17 de septiembre, pero Carlos había entrado en la capital escocesa ese mismo día, aunque el Castillo de Edimburgo seguía en manos del gobierno 

## Batalla

Prestonpans; El ejército de Cope originalmente miraba hacia el sur con un área pantanosa en su frente (marcada en azul) y luego giró hacia el este, a lo largo de Tranent hasta Cockenzie Waggonway.

Reunido con Fowke y la caballería en Dunbar, Cope confiaba en no tener muchos problemas para derrotar a un ejército jacobita mal armado de menos de 2.000 hombres. Por su parte, Carlos había ordenado a sus tropas dirigirse hacia el este desde Edimburgo, y ambos ejércitos se encontraron el 20 de septiembre por la tarde. Cope dispuso sus fuerzas mirando al sur, con una zona pantanosa inmediatamente al frente, muros del parque protegiendo su derecha y cañones detrás del terraplén de la ruta de vagones de Tranent a Cockenzie, que cruzaba el campo de batalla.
El consejo de guerra reunido en 1746 para evaluar las acciones de Cope estuvo de acuerdo en que el terreno estaba bien elegido y que la disposición de sus tropas era apropiada. Sin embargo, el mal desempeño de algunos oficiales superiores, incluido James Gardiner, cuyos dragones huyeron presas del pánico ante un grupo de montañeses en el llamado Coltbridge Canter del 16 de septiembre perjudicaron severamente a los ingleses. Además, gran parte de la infantería carecía de experiencia. Hasta mayo, el Regimiento de Lascelles había estado empleado en la construcción de una carretera militar cerca del lago Lomond. Por último, los artilleros contratados  carecían de entrenamiento, hasta el punto de que Cope pidió reemplazos al Castillo de Edimburgo pidiendo reemplazos, sin que llegara a recibirlos.
Carlos quería atacar de inmediato, pero Murray argumentó que su carga sería frenada por el terreno pantanoso frente al centro de Cope, exponiendo a los Highlanders a su potencia de fuego superior. Si bien tenía razón, esto generó una serie de enfrentamientos que socavarían fatalmente el liderazgo jacobita. Murray convenció a la mayoría de que sólo un ataque contra el flanco izquierdo del ejército de Cope tenía alguna posibilidad de éxito, y Robert Anderson, el hijo de un granjero local que conocía bien la zona, le habló de una ruta a través de las marismas. A las cuatro de la mañana, toda la fuerza jacobita comenzó a moverse en filas de tres a lo largo del desfiladero de Riggonhead, al este de la posición de Cope.
Para evitar un ataque sorpresa durante la noche, Cope mantuvo fuegos encendidos frente a su posición y colocó no menos de 200 dragones y 300 infantes como piquetes. Una compañía de los montañeses de Loudon, mandada por Macpherson de Cluny, había desertado de Cope unos días antes. Las tres compañías restantes fueron asignadas para vigilar el parque de equipajes en Cockenzie y Port Seton, y unos 100 voluntarios fueron despedidos hasta la mañana siguiente y se perdieron la batalla.  Advertido por sus piquetes sobre el movimiento jacobita, Cope tuvo tiempo suficiente para hacer girar a su ejército hacia el este (ver mapa) y reposicionar su artillería. Cuando los montañeses comenzaron su carga, sus artilleros huyeron, dejando que sus oficiales dispararan las armas.

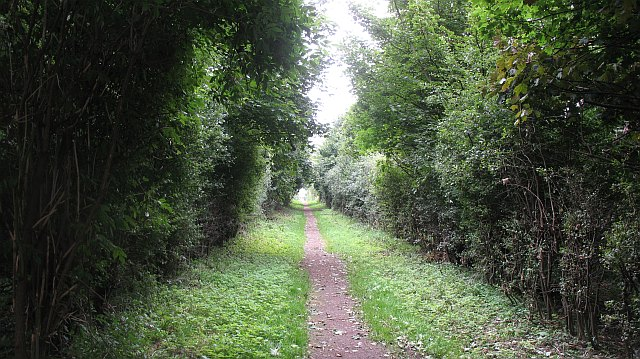
Los restos del Tranent a Cockenzie Waggonway

Los dos regimientos de dragones en los flancos entraron en pánico y se marcharon, abandonando a Gardiner mortalmente herido en el campo de batalla, muriendo en Tranent, durante la noche. La huida de los dragones dejó a la infantería del centro totalmente expuesta, que atacada por tres lados sería aplastada en menos de 15 minutos. Con la retirada bloqueada por los muros del parque, la mayoría de los soldados fueron hechos prisioneros, aunque algunos escaparon cuando los montañeses se detuvieron para saquear el convoy de suministros. Las bajas gubernamentales ascendieron aproximadamente de 300 a 500 muertos o heridos y otros 500 a 600 capturados, la mayoría de los cuales fueron liberados para ahorrarse los gastos de alimentación. Las bajas jacobitas se estimaron entre 35 y 40 muertos y entre 70 y 80 heridos.
Abandonado por sus artilleros, el comandante de artillería, el teniente coronel Whitefoord, abandonó ileso el campo de batalla después de que Stewart de Invernahyle le perdonara la vida. Le devolvió el favor obteniendo el perdón para Stewart después de su captura en Culloden en abril de 1746. Cope escapó junto con Fowke y Lascelles, uno de los pocos miembros de su regimiento que lo hizo. Llegaron a Berwick-upon-Tweed al día siguiente con 450 supervivientes.

## Consecuencias
Varias horas después de la batalla, Cope escribió a Tweeddale:
"No puedo reprocharme; la manera en que el enemigo atacó fue más rápida de lo que se puede describir... y la causa de que nuestros hombres asumieran una acción destructiva pánico...".
Posteriormente, junto con Fowke y Lascelles, fue juzgado por un consejo de guerra. Los tres fueron exonerados y el Tribunal decidió que la derrota se debió a la "conducta vergonzosa de los soldados rasos", pero Cope nunca volvió a ocupar un alto mando.

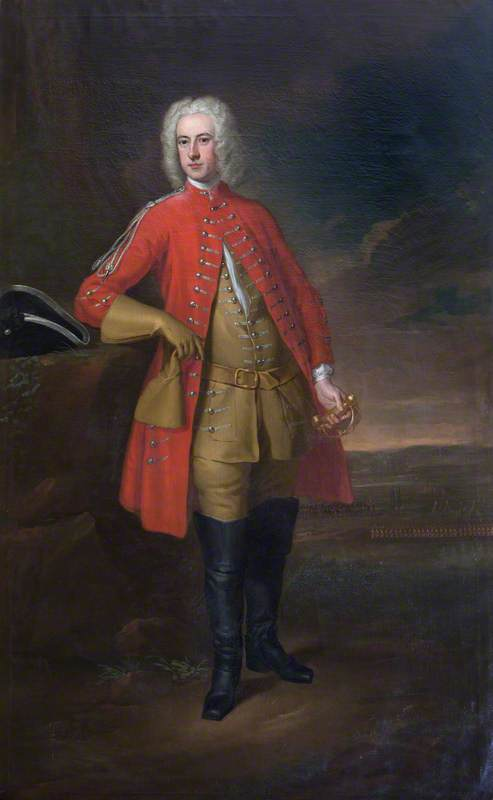
Sir John Cope fue absuelto por el consejo de guerra posterior, pero Prestonpans puso fin a su carrera.

La batalla de Killiecrankie (1689) demostró que incluso las tropas experimentadas tenían problemas para lidiar con la ferocidad de la carga de las Highlands, una lección reforzada en Prestonpans y Falkirk Muir en enero de 1746. El punto débil de este movimiento era que, si la carga inicial fallaba, los montañeses no podían mantener su posición. En Culloden, las tropas de Cumberland habían sido entrenadas para contrarrestar esa táctica y, como resultado, infligieron grandes pérdidas a los escoceses.
La victoria implicó que el gobierno británico se tomara la rebelión mucho más en serio. A mediados de octubre, dos barcos franceses llegaron a Montrose con dinero, armas y un enviado, el marqués de Eguilles. Cumberland y 12.000 soldados fueron llamados de Flandes, incluyendo a 6.000 mercenarios alemanes que llegaron a Berwick-upon-Tweed unos días después de Cope. Estuvieron disponibles de inmediato, ya que habían sido capturados en Tournai en junio y liberados a condición de que no lucharan contra los franceses.
La discusión previa a la batalla entre el príncipe Carlos y Lord Murray fue el primer episodio de una relación cada vez más conflictiva, y el Consejo Jacobita pasó las siguientes seis semanas discutiendo sobre la estrategia. Un factor principal de la rebelión, la revocación del Acta de Unión, parecía ahora más cercano, y los escoceses querían consolidar su posición. Carlos y sus asesores argumentaron que, para ello, era necesaria la destitución de los Hannover para garantizar, lo que obligaba a invadir Inglaterra. Los escoceses finalmente aceptaron después de que Carlos les asegurara un apoyo sustancial inglés y francés. El ejército jacobita, abandonó Edimburgo el 4 de noviembre y entró en Inglaterra el 8 de noviembre. Las fuerzas gubernamentales, al mando del general Roger Handasyd, retomaron Edimburgo el día 14.
En la marcha hacia el sur, el Consejo se reunió diariamente para discutir la estrategia, y en Derby, el 5 de diciembre, sus miembros aconsejaron abrumadoramente la retirada, siendo el único disidente significativo Carlos. No había señales del desembarco francés y sólo Mánchester aportó un número significativo de reclutas. Preston, una fortalezajacobita en 1715, suministró tres.  La noticia de la llegada de otro convoy de suministros francés a Montrose pareció validar la preferencia original de permanecer en Escocia, y los jacobitas regresaron al norte al día siguiente.  El levantamiento terminó con la derrota en Culloden en abril de 1746.

## Legado

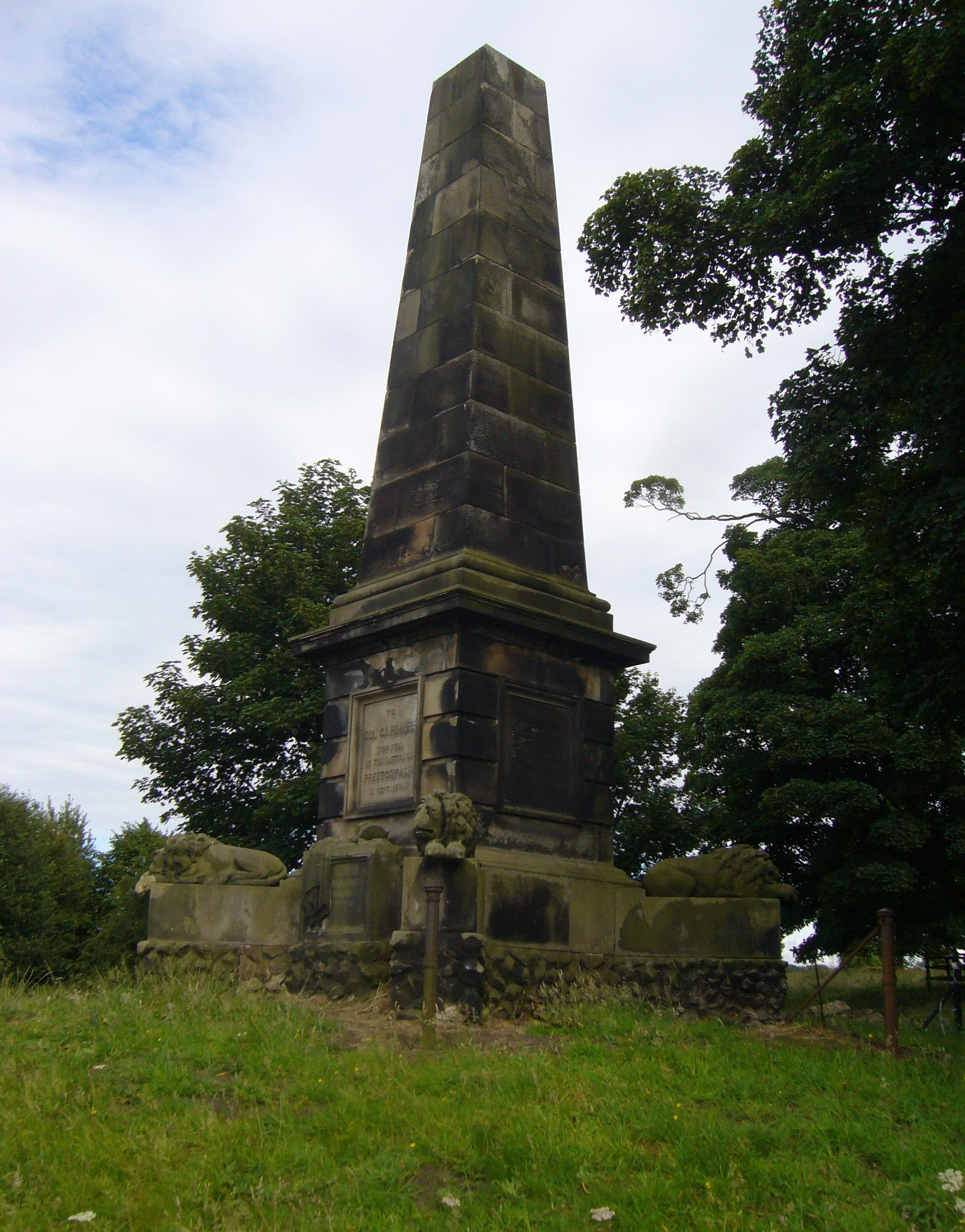
Monumento al Coronel Gardiner; su muerte lo convirtió en un mártir inconformista

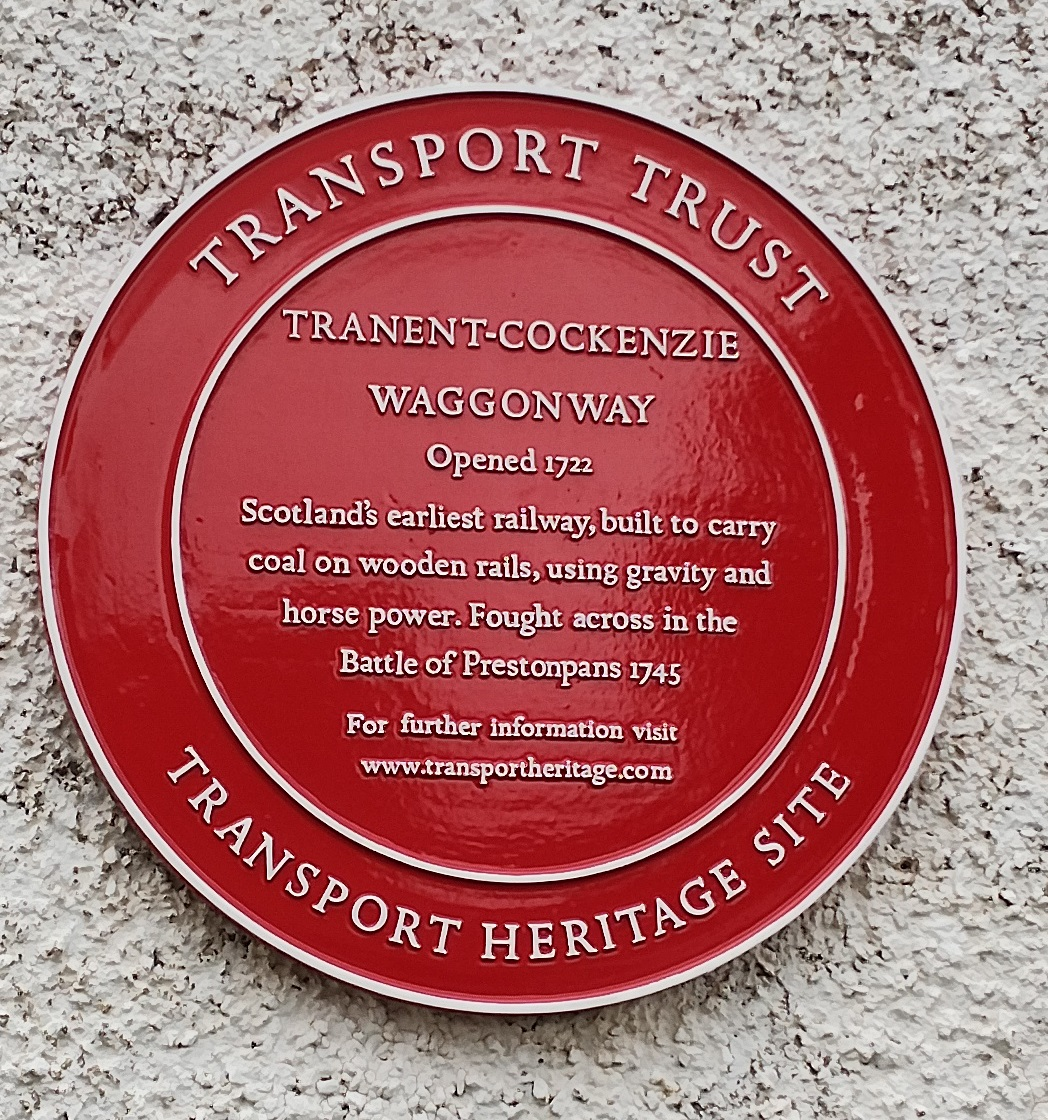
Una placa que marca el camino de vagones de Tranent a Cockenzie, a través del cual se libró la batalla de Prestonpans.

En 1953, se erigió un monumento a los muertos de ambos bandos cerca del lugar de la batalla, con un depósito de carbón como punto estratégico para los visitantes.[cita requerida] En 2006 se fundó el "Prestonpans 1745 Heritage Trust" para proporcionar información sobre la batalla. En 2019, se propuso un nuevo centro de visitantes, que albergaría permanentemente el Tapiz de Prestonpans, una representación de los acontecimientos que condujeron a la batalla. El terreno se ha urbanizado en parte para albergar viviendas y la antigua central eléctrica de Cockenzie.
La percepción popular de la batalla y del papel de Cope ha sido determinada en gran medida por relatos de terceros que no presenciaron la batalla. En su libro de 1747 Vida del coronel Gardiner, el ministro inconformista Philip Doddridge retrató a Gardiner, un converso al evangelismo, como un héroe y lo hizo en gran medida ridiculizando a Cope. Ese es un mito perdurable y todavía se recicla hoy. Gardiner aparece en la novela Waverley de Sir Walter Scott de 1817, cuyo héroe es un jacobita inglés.
Scott también fue responsable del comentario frecuentemente citado pero inexacto atribuido a Lord Mark Kerr de que Cope fue el primer general en traer noticias de su propia derrota. Quizás el legado más conocido de la batalla sean dos canciones escritas por Skirving, un granjero local que visitó el campo de batalla ese mismo día y, según su propio relato, fue asaltado por los vencedores. Eran "Tranent Muir" y el mucho más famoso " Oye, Johnnie Cope, ¿ya estás despierto? ", un insulto breve, pegadizo y en su mayoría históricamente inexacto a Cope.
En la batalla participó Allan Breac Stewart, un soldado del Regimiento de Lee, que cambiaría posteriormente de bando y serviría en el regimiento jacobita Stewart de Appin. El autor Robert Louis Stevenson lo utilizó como personaje principal en su novela Kidnapped de 1886.  La batalla forma parte de la Temporada 2, Episodio 10, de la serie de televisión de drama histórico Outlander.